# FC Šumava Frymburk
FC Šumava Frymburk (celým názvem: Fotbalový Klub Šumava Frymburk, zapsán jako: FC Šumava Frymburk z.s.) je český fotbalový klub sídlící v městysi Frymburk, okrese Český Krumlov v Jihočeském kraji, založen byl v roce 1957. V roce 2017 změnil název na FC Šumava Frymburk z.s. Své domácí zápasy hraje na Fotbalovém stadionu Frymburk s kapacitou 500 stojících a 150 sedících diváků.

## Historické názvy
- 1957 – FC Šumava Frymburk (Fotbalový Klub Šumava Frymburk)
- 2017 – FC Šumava Frymburk z.s. (Fotbalový Klub Šumava Frymburk zapsaný spolek)

## Umístění v jednotlivých sezonách
Stručný přehled
- 2004–2008: I. B třída Jihočeského kraje – sk. A
- 2008–2010: I. A třída Jihočeského kraje – sk. A
- 2010–2012: I. B třída Jihočeského kraje – sk. A
- 2012–2013: I. B třída Jihočeského kraje – sk. B
- 2013–: I. B třída Jihočeského kraje – sk. A

Jednotlivé ročníky
Legenda: Z - zápasy, V - výhry, R - remízy, P - porážky, VG - vstřelené góly, OG - obdržené góly, +/- - rozdíl skóre, B - body, červené podbarvení - sestup, zelené podbarvení - postup, fialové podbarvení - reorganizace, změna skupiny či soutěže
| Česko (2004– ) |                                      |        |    |    |   |    |    |    |     |    |        |
| Sezóny         | Liga                                 | Úroveň | Z  | V  | R | P  | VG | OG | +/- | B  | Pozice |
| 2004/05        | I. B třída Jihočeského kraje – sk. A | 7      | 26 | 9  | 5 | 12 | 48 | 55 | -7  | 32 | 10.    |
| 2005/06        | I. B třída Jihočeského kraje – sk. A | 7      | 26 | 12 | 9 | 5  | 37 | 21 | +16 | 45 | 3.     |
| 2006/07        | I. B třída Jihočeského kraje – sk. A | 7      | 26 | 16 | 5 | 5  | 71 | 34 | +37 | 53 | 2.     |
| 2007/08        | I. B třída Jihočeského kraje – sk. A | 7      | 26 | 18 | 4 | 4  | 69 | 33 | +36 | 58 | 1.     |
| 2008/09        | I. A třída Jihočeského kraje – sk. A | 6      | 26 | 7  | 7 | 12 | 36 | 54 | -18 | 28 | 11.    |
| 2009/10        | I. A třída Jihočeského kraje – sk. A | 6      | 26 | 3  | 7 | 16 | 29 | 58 | -29 | 16 | 14.    |
| 2010/11        | I. B třída Jihočeského kraje – sk. A | 7      | 26 | 6  | 9 | 11 | 35 | 39 | -4  | 27 | 11.    |
| 2011/12        | I. B třída Jihočeského kraje – sk. A | 7      | 26 | 14 | 3 | 9  | 47 | 33 | +14 | 45 | 4.     |
| 2012/13        | I. B třída Jihočeského kraje – sk. B | 7      | 26 | 14 | 5 | 7  | 45 | 50 | -5  | 47 | 3.     |
| 2013/14        | I. B třída Jihočeského kraje – sk. A | 7      | 26 | 15 | 4 | 7  | 60 | 35 | +25 | 49 | 5.     |
| 2014/15        | I. B třída Jihočeského kraje – sk. A | 7      | 26 | 14 | 4 | 8  | 54 | 35 | +19 | 46 | 6.     |
| 2015/16        | I. B třída Jihočeského kraje – sk. A | 7      | 26 | 11 | 3 | 12 | 48 | 53 | -5  | 36 | 6.     |
| 2016/17        | I. B třída Jihočeského kraje – sk. A | 7      | 26 | 12 | 4 | 10 | 58 | 64 | -6  | 40 | 7.     |
| 2017/18        | I. B třída Jihočeského kraje – sk. A | 7      | 26 | 12 | 4 | 10 | 57 | 53 | +4  | 40 | 7.     |
| 2018/19        | I. B třída Jihočeského kraje – sk. A | 7      | 26 | 12 | 2 | 12 | 62 | 61 | +1  | 38 | 6.     |
| 2019/20        | I. B třída Jihočeského kraje – sk. A | 7      | 13 | 3  | 1 | 9  | 18 | 24 | -6  | 10 | 14.    |
| 2020/21        | I. B třída Jihočeského kraje – sk. A | 7      | 8  | 4  | 4 | 0  | 15 | 9  | +6  | 16 | 2.     |
| 2021/22        | I. B třída Jihočeského kraje – sk. A | 7      | 26 | 6  | 5 | 15 | 33 | 69 | -36 | 23 | 11.    |
| 2022/23        | I. B třída Jihočeského kraje – sk. A | 7      | 26 | 9  | 5 | 12 | 43 | 68 | -25 | 32 | 9.     |
| 2023/24        | I. B třída Jihočeského kraje – sk. A | 7      | 26 | 8  | 5 | 13 | 47 | 52 | -5  | 29 | 12.    |
| 2024/25        | I. B třída Jihočeského kraje – sk. A | 7      | 26 | 13 | 1 | 12 | 55 | 50 | +5  | 40 | 6.     |

Poznámky:
- 2019/20: Sezona nedohrána kvůli pandemii covidu-19.
- 2020/21: Sezona nedohrána kvůli pandemii covidu-19.